# Kamping Puoy
Situé dans le village de Ta Nget (commune de Ta Kriem, district de Banon) à 35 kilomètres environ à l’ouest de Battambang  le site accueille une des plus importantes réalisations du régime khmer rouge, à savoir un lac artificiel formé par un imposant barrage construit à la main entre les collines de Phnom Kul (parfois appelée Phnom Ta Nget) et Phnom Kamping Puoy.

## Présentation
Dans l’esprit du régime khmer rouge, le projet visait à recréer les complexes réseaux d’irrigation qui contribuèrent à la puissance de l’Empire khmer sous les rois d’Angkor. L’édification de cet ouvrage a causé la mort de plusieurs dizaines de milliers de victimes, pour la plupart ensevelies sur place à l’intérieur de la digue (d’où son appellation locale de « Barrage de la mort »). Le projet fut arrêté au bout d'une année et les survivants furent reversés dans les chantiers des communes avoisinantes, mais contrairement à S21 ou à Choeung Ek, les décès étaient dus à la malnutrition, la maladie, l'épuisement et aux mauvais traitements.
Aujourd’hui, c’est un lac de 2 km de large et 19 kilomètres de long (à la saison des pluies) ou 6 kilomètres à la saison sèche, retenant quelque 110 000 000 m3 d'eau et où les Cambodgiens aiment à aller passer le weekend,.
La digue fait environ 4 kilomètres de long et ouvre vers le déversoir par deux vannes permettant l’écoulement de l’eau vers les rizières et la rivière Sangker.
Malgré l’histoire tragique du barrage et l’absence de curiosités, hormis les vannes du déversoir, les échoppes de restauration, les stands de vente de graines de lotus (d’où son autre nom de « Lac aux lotus »), les plateformes de piquenique et les barques à rame à louer font du lieu un endroit prisé des habitants de Battambang le weekend et les jours fériés.
L’attrait du site a éveillé l’intérêt d’investisseurs étrangers qui ont conçu un projet de développement touristique.

## Sources et références
1. 1 2   (en) « Artificial Resort », sur Welcome to Battambang District (consulté le 24 mars 2010)
2. 1 2   (en) « Battambang Travel Guide – Kamping Puoy Bassin », sur Tourism of Cambodia (consulté le 29 mars 2010)
3. ↑  Henri Locard, Pourquoi les Khmers rouges, Paris, Éditions Vendémiaire, coll. « Révolutions », 13 février 2013, 352 p. (ISBN 9782363580528, présentation en ligne), « 17 avril 1975 - la plongée dans l'abime », p. 80-81
4. 1 2  Cambodge  (trad. de l'anglais), Paris, Lonely Planet, coll. « Guide de voyage », 20 septembre 2012, 8e éd., 383 p. (ISBN 978-2-8161-2135-3), p. 222
5. ↑  Krystel Maurice, « Inondations: pourquoi Kamping Pouy a-t-il été détruit? », Cambodge Post,‎ 10 octobre 2013 (lire en ligne, consulté le 21 octobre 2014)